# Христиан III (граф Ольденбурга)

Графство Ольденбург в 1250 году

Христиан III (нем. Christian III. von Oldenburg; ум. 1285) — граф Ольденбурга. Сын Иоганна I и его жены Риксы фон Хойя.
Впервые упоминается в 1269 году как «Божией милостью граф в Альденборхе» («Dei gratia comes in Aldenborch»). С 1272 года в качестве соправителя называется его брат Оттон II. Не позднее 1281 года они разделили свои владения, и Оттон II сделал своей резиденцией Дельменхорст.
В правление Христиана III произошло восстание министериалов под предводительством Роберта фон Вестерхольта. Восставшие рыцари ворвались в Ольденбург, и граф приказал поджечь город, чтобы лишить нападавших убежища и продовольствия.
Во время битвы в Тунгельском болоте Христиан III одержал решающую победу, Роберт фон Вестерхольт попал в плен.
В хрониках того времени Христиан III описан как миролюбивый и благочестивый правитель («… lebten die Bauern in Frieden und völliger Ruhe»), сочетавший благочестие с пристрастием к мирским радостям («… liebte den Wein»).
Христиан III первым браком был женат на некоей Гедвиге (ум. 1270/11 ноября 1272), происхождение которой не выяснено. Возможно, она принадлежала к линии Ольденбург-Вилдесхаузен. От неё сын:
- Иоганн II (ум. 1314/16) — наследовал отцу в Ольденбурге

Овдовев, Христиан III женился на Ютте фон Бентхейм. Известны двое их сыновей:
- Христиан IV (упом. 1303 и 1313)
- Оттон (ум. 1348) — с 1344 архиепископ Бремена.

Христиан III умер между 27 ноября 1285 и 3 февраля 1287 года, как указывает хроника монастыря Растеде (Historia Monasterii Rastedensis) — в возрасте 30 лет.
Христиан III — предок по прямой мужской линии королей Дании, Швеции и Норвегии, российских императоров.